# Évariste Payer
Évariste Payer (* 12. Dezember 1887 in Rockland, Ontario; † 1963) war ein kanadischer Eishockeyspieler, der in seiner aktiven Zeit von 1909 bis 1918 unter anderem für die Canadiens de Montréal in der National Hockey League und National Hockey Association aktiv war.

## Karriere
Évariste Payer begann seine Karriere als Eishockeyspieler in seiner Heimatstadt bei den Rockland Seniors, für die er in der Saison 1909/10 in der Lower Ottawa Hockey Association aktiv war. Anschließend spielte der Flügelspieler zwei Jahre lang für die Canadiens de Montréal in der Profiliga National Hockey Association, ehe er von 1912 bis 1914 in der Montreal City Hockey League für Montreal Hochelaga und Montreal Champetre antrat. Daraufhin kehrte er in seine Heimatstadt zurück und spielte in der Saison 1914/15 erneut für die Rockland Seniors in der LOHA.
Von 1914 bis 1916 leistete Payer seinen Militärdienst ab. Anschließend schloss er sich seinem Ex-Club aus Rockland an, ehe er im Laufe der Saison 1917/18, der Premierenspielzeit der neu gegründeten National Hockey League, für die Canadiens de Montréal seinen einzigen NHL-Einsatz verbuchte. Daraufhin beendete er seine aktive Karriere.

## Erfolge und Auszeichnungen
- MCHL First All-Star Team: 1912, 1913
- MCHL Second All-Star Team: 1914